# Vigipirate

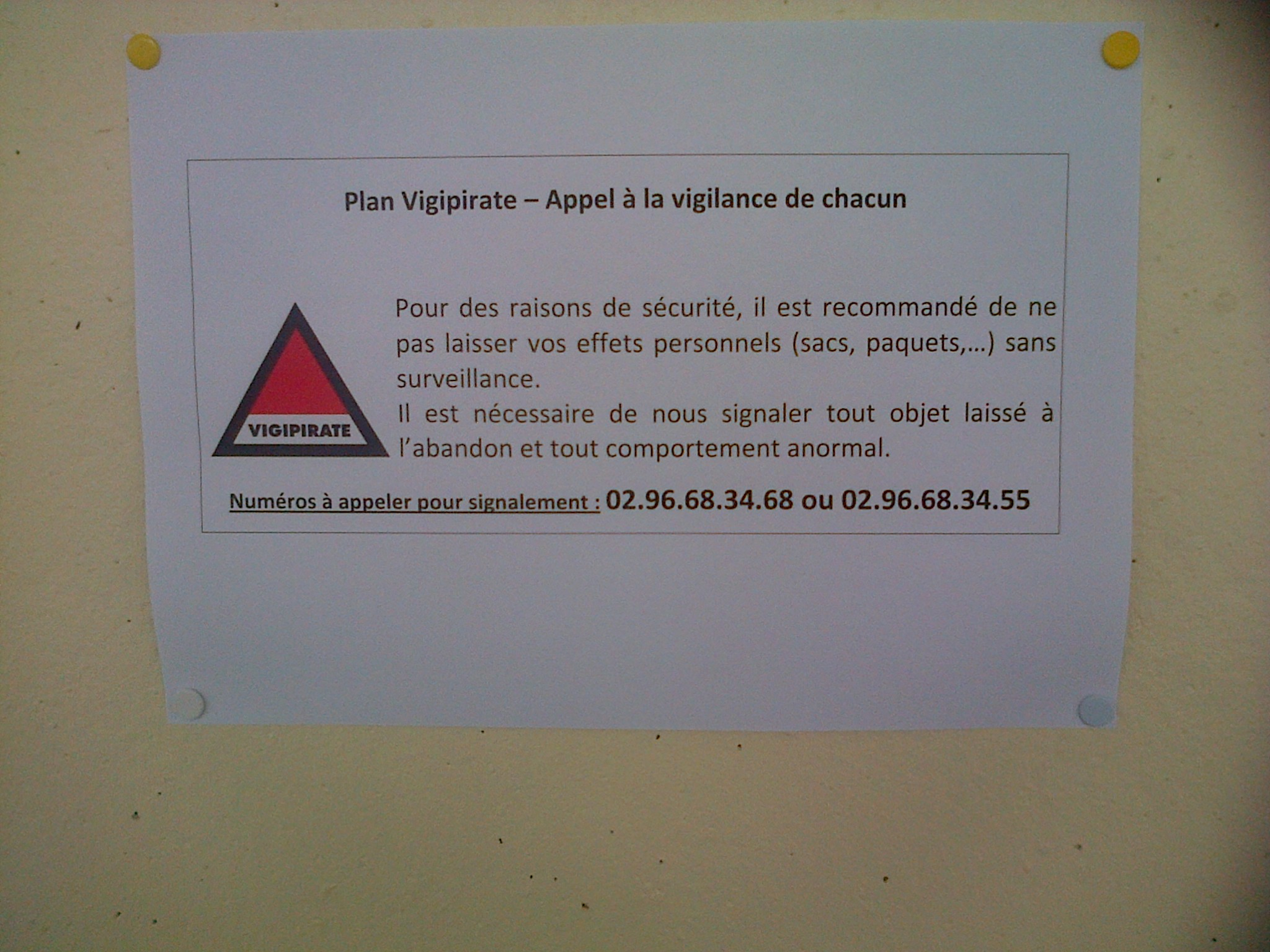
Avviso relativo al Vigipirate apposto nel gennaio 2015

Il Vigipirate (acronimo di VIGIlance et Protection des Installations contre les Risques d'Attentat Terroriste à l'Explosif, Vigilanza e protezione dei servizi contro il rischio di attentati terroristi esplosivi) è un piano di sicurezza ideato nel 1978 dal Presidente della Repubblica francese Valéry Giscard d'Estaing. Il piano ha subito revisioni nel 1995, nel 2000 e nel 2004.
Nel febbraio 2014 la scala di allarme è stata ridotta a due livelli: "vigilanza" e "allerta attentati".
Lo stato di allerta rosso è rimasto in vigore dagli attentati di Londra del 2005 al 19 marzo 2012, in occasione della sparatoria di Tolosa, dove è stato portato a scarlatto. Il livello allerta attentati è stato proclamato in seguito all'attentato alla sede di Charlie Hebdo.